# Ernst Brinkmann

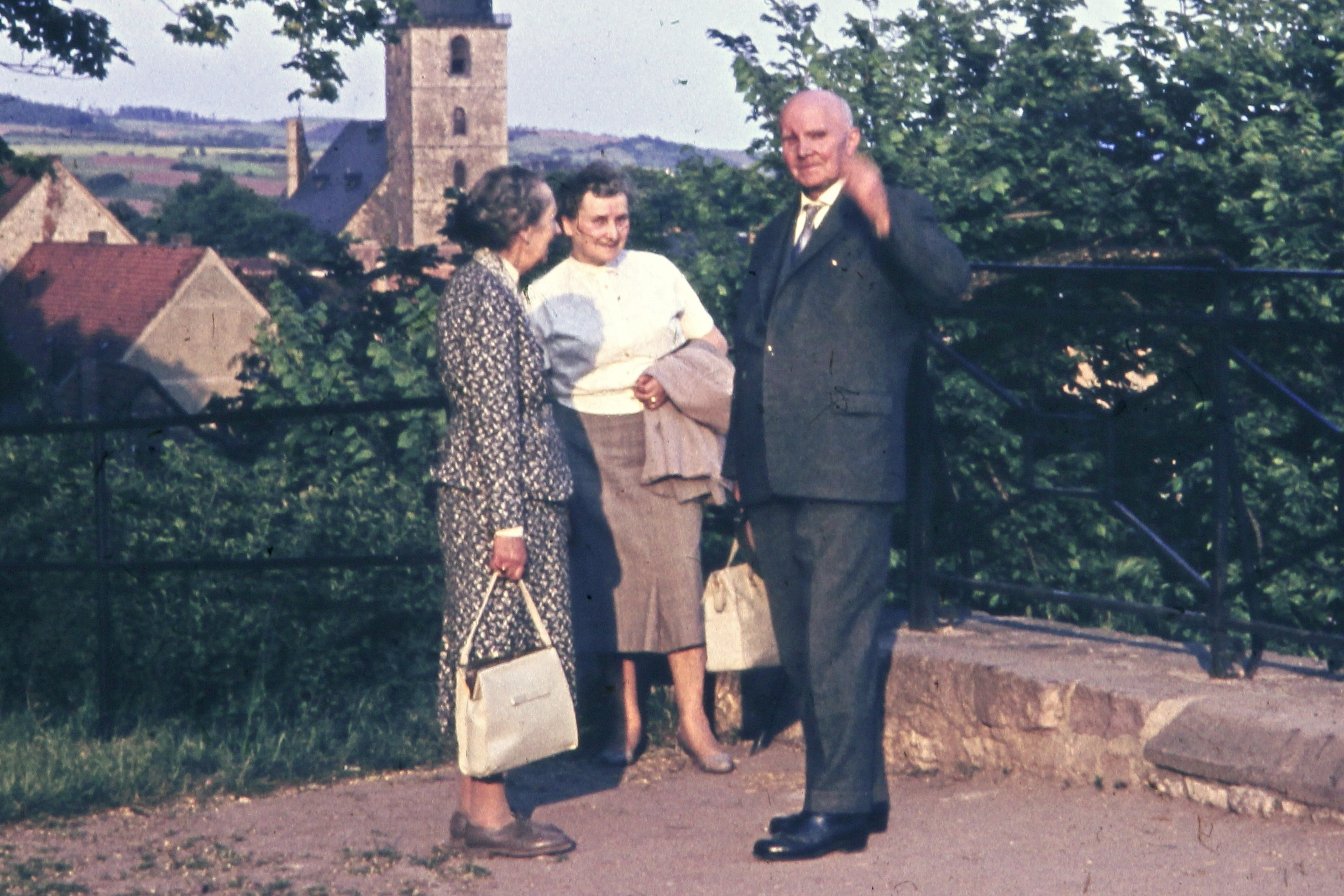
Ernst Brinkmann mit seiner Frau Anita bei einem Besuch in Mühlhausen in den 60er Jahren

Christian Hermann Ernst Brinkmann (* 10. November 1887 in Mühlhausen; † 22. Dezember 1968 in Grevenbrück) war ein deutscher Archivar und drei Jahrzehnte Leiter des Stadtarchivs Mühlhausen.

## Leben und Werk
Ernst Brinkmann war der Sohn des aus Dortmund stammenden Kaufmanns Wilhelm Brinkmann und seiner Frau Emma geb. Schmidt und studierte von 1907 bis 1912 an der Universität Halle und der Universität Berlin Geschichte, Latein, Griechisch und Philosophie. 1912 wurde er mit der Dissertation „Die Reichsstadt Mühlhausen und der 30-jährige Krieg 1618–1630“ an der Universität Halle zum Dr. phil. promoviert. Er war in den Jahren 1912 bis 1914 zunächst als Privatgelehrter und nach dem Ersten Weltkrieg als Stadtarchivar bis 1952 in Mühlhausen tätig. Er trat 1914 als Kriegsfreiwilliger in das Infanterieregiment 167 in Kassel ein, erlitt 1916 in Frankreich an der Somme eine schwere Verwundung.
Brinkmann engagierte sich in vielfältigen Aktivitäten für die moderne Geschichtsschreibung, für die Mühlhäuser Stadtgeschichte, den Mühlhäuser Altertumsverein, für die Pflege heimatgeschichtlichen Gedankenguts und der Mühlhäuser Mundart. Er hat zahlreiche Forschungsarbeiten zur Geschichte Mühlhausens, zu Mühlhäuser Persönlichkeiten zur Genealogie und zu speziellen Archivalien erstellt.
Brinkmann trat 1952 in den Ruhestand, verließ Mühlhausen 1963 und übersiedelte zu seiner Tochter nach Grevenbrück und starb 1968 im Alter von 81 Jahren. Ernst Brinkmann hinterließ zwei Kinder, drei Enkel sowie sieben Urenkel.

## Veröffentlichungen (Auswahl)
- Die Reichsstadt Mühlhausen und der Dreißigjährige Krieg in den Jahren 1618-1630 (Dissertation). A. S., John, Halle 1912
- Aus Mühlhausens Vergangenheit. Gesammelte Vorträge u. Aufsätze. Selbstverlag des Altertumsvereins,  Mühlhausen in Thüringen 1925
- Beiträge zur Mühlhäuser Geschichte. Zur Pfingsttagung des Hansischen Geschichtsvereins und des Vereins für niederdeutsche Sprachforschung. Selbstverlag des Altertumsvereins, Mühlhausen in Thüringen 1934
- Die Musikerfamilie Bach in Mühlhausen. Thüringer Volksverlag, Weimar, 1950
- Mühlhausen in Thüringen. Die Stadt des Thomas Müntzers. Aus Vergangenheit und Gegenwart einer alten Stadt. Rat der Stadt Mühlhausen, Mühlhausen in Thüringen 1952